# Džiugas Bartkus
Džiugas Bartkus (Kaunas, 7 novembre 1989) è un calciatore lituano, portiere dell'Al-Riffa.

## Carriera

### Club
Dopo aver trascorso i suoi primi anni da professionista giocando in Lituania e Bielorussia, il 29 gennaio 2016 viene tesserato dal Górnik Łęczna, formazione impegnata nel campionato polacco. L'11 luglio 2016 viene ingaggiato dal Valletta, nel campionato maltese. Il 21 dicembre vince il suo primo trofeo con il Valletta, la Supercoppa di Malta, battendo lo Sliema Wanderers per 2-1. Termina la stagione disputando 28 partite.
Il 9 luglio 2017 viene tesserato dallo Žalgiris. L'11 luglio 2018 esordisce nelle competizioni europee in KÍ Klaksvík-Žalgiris (1-2), incontro preliminare valido per l'accesso alla fase a gironi di UEFA Europa League.
Il 12 giugno 2023 viene ufficializzato il suo passaggio all'Al-Orobah firmando un contratto annuale, valido fino al 30 giugno 2024.

### Nazionale
Esordisce in nazionale il 5 giugno 2018 contro la Lettonia in Coppa del Baltico (1-1). In totale conta 12 presenze con la nazionale lituana.

## Statistiche

### Presenze e reti nei club
Statistiche aggiornate al 24 marzo 2023.
| Stagione               | Squadra                | Campionato             | Campionato | Campionato    | Coppe nazionali | Coppe nazionali | Coppe nazionali | Coppe continentali | Coppe continentali | Coppe continentali | Altre coppe | Altre coppe | Altre coppe | Totale | Totale  |
| Stagione               | Squadra                | Comp                   | Pres       | Reti          | Comp            | Pres            | Reti            | Comp               | Pres               | Reti               | Comp        | Pres        | Reti        | Pres   | Reti    |
| ---------------------- | ---------------------- | ---------------------- | ---------- | ------------- | --------------- | --------------- | --------------- | ------------------ | ------------------ | ------------------ | ----------- | ----------- | ----------- | ------ | ------- |
| 2012                   | Sūduva                 | A                      | 10         | -11           | CL              | 0               | 0               | UEL                | 0                  | 0                  | -           | -           | -           | 10     | -11     |
| 2013                   | Sūduva                 | A                      | 6          | -4            | CL              | 1               | -1              | UEL                | 0                  | 0                  | -           | -           | -           | 7      | -5      |
| 2014                   | Sūduva                 | A                      | 36         | -38           | CL              | 3               | -4              | -                  | -                  | -                  | -           | -           | -           | 39     | -42     |
| 2015                   | Sūduva                 | A                      | 31         | -28           | CL              | 3               | 0               | -                  | -                  | -                  | -           | -           | -           | 34     | -28     |
| Totale Sūduva          | Totale Sūduva          | Totale Sūduva          | 83         | -81           |                 | 7               | -5              |                    | 0                  | 0                  |             | -           | -           | 90     | -86     |
| gen.-giu. 2016         | Górnik Łęczna          | EK                     | 7          | -10           | CP              | -               | -               | -                  | -                  | -                  | -           | -           | -           | 7      | -10     |
| 2016-2017              | Valletta               | PL                     | 25         | -18           | CM              | 2               | -1              | UCL                | 0                  | 0                  | SM          | 1           | -1          | 28     | -20     |
| 2017                   | Žalgiris               | A                      | 3          | -2            | CL              | 2               | 0               | UCL                | 0                  | 0                  | SL          | -           | -           | 5      | -2      |
| 2018                   | Žalgiris               | A                      | 21         | -14           | CL              | 2               | -1              | UEL                | 6                  | -9                 | -           | -           | -           | 29     | -24     |
| Totale Žalgiris        | Totale Žalgiris        | Totale Žalgiris        | 24         | -16           |                 | 4               | -1              |                    | 6                  | -9                 |             | -           | -           | 34     | -26     |
| 2018-2019              | Ironi K. Shmona        | Lh                     | 24+7       | -25 + -7; 1   | CI+CdL          | 2+0             | -1              | -                  | -                  | -                  | -           | -           | -           | 33     | -33; 1  |
| 2019-2020              | Ironi K. Shmona        | Lh                     | 18+7       | -23 + -8      | CI+CdL          | 0+5             | -8              | -                  | -                  | -                  | -           | -           | -           | 30     | -39     |
| 2020-2021              | Ironi K. Shmona        | Lh                     | 25+10      | -24 + -17     | CI+CdL          | 1+4             | -2 + -4         | -                  | -                  | -                  | -           | -           | -           | 40     | -47     |
| 2021-2022              | Ironi K. Shmona        | Lh                     | 26+2       | -32 + -2      | CI+CdL          | 1+5             | -2 + -7         | -                  | -                  | -                  | -           | -           | -           | 34     | -43     |
| 2022-2023              | Ironi K. Shmona        | Lh                     | 24+1       | -37 + -1      | CI+CdL          | 1+2             | -1 + -1         | -                  | -                  | -                  | -           | -           | -           | 28     | -40     |
| Totale Ironi K. Shmona | Totale Ironi K. Shmona | Totale Ironi K. Shmona | 117+27     | -141 + -35; 1 |                 | 21              | -26             |                    | -                  | -                  |             | -           | -           | 165    | -202; 1 |
| Totale carriera        | Totale carriera        | Totale carriera        | 283        | -301; 1       |                 | 34              | -33             |                    | 6                  | -9                 |             | 1           | -1          | 324    | -344; 1 |

### Cronologia presenze e reti in nazionale
| Cronologia completa delle presenze e delle reti in nazionale ― Lituania | Cronologia completa delle presenze e delle reti in nazionale ― Lituania | Cronologia completa delle presenze e delle reti in nazionale ― Lituania | Cronologia completa delle presenze e delle reti in nazionale ― Lituania | Cronologia completa delle presenze e delle reti in nazionale ― Lituania | Cronologia completa delle presenze e delle reti in nazionale ― Lituania | Cronologia completa delle presenze e delle reti in nazionale ― Lituania | Cronologia completa delle presenze e delle reti in nazionale ― Lituania |
| Data                                                                    | Città                                                                   | In casa                                                                 | Risultato                                                               | Ospiti                                                                  | Competizione                                                            | Reti                                                                    | Note                                                                    |
| ----------------------------------------------------------------------- | ----------------------------------------------------------------------- | ----------------------------------------------------------------------- | ----------------------------------------------------------------------- | ----------------------------------------------------------------------- | ----------------------------------------------------------------------- | ----------------------------------------------------------------------- | ----------------------------------------------------------------------- |
| 5-6-2018                                                                | Tallinn                                                                 | Lituania                                                                | 1 – 1                                                                   | Lettonia                                                                | Coppa del Baltico 2018                                                  | -1                                                                      | 85’                                                                     |
| 12-6-2018                                                               | Varsavia                                                                | Polonia                                                                 | 4 – 0                                                                   | Lituania                                                                | Amichevole                                                              | -4                                                                      |                                                                         |
| 25-3-2019                                                               | Baku                                                                    | Azerbaigian                                                             | 0 – 0                                                                   | Lituania                                                                | Amichevole                                                              | -                                                                       | 46’                                                                     |
| 7-6-2019                                                                | Vilnius                                                                 | Lituania                                                                | 1 – 1                                                                   | Lussemburgo                                                             | Qual. Euro 2020                                                         | -1                                                                      |                                                                         |
| 10-6-2019                                                               | Belgrado                                                                | Serbia                                                                  | 4 – 1                                                                   | Lituania                                                                | Qual. Euro 2020                                                         | -4                                                                      |                                                                         |
| 4-9-2020                                                                | Vilnius                                                                 | Lituania                                                                | 0 – 2                                                                   | Kazakistan                                                              | UEFA Nations League 2020-2021 - 1º turno                                | -2                                                                      |                                                                         |
| 29-3-2022                                                               | Dublino                                                                 | Irlanda                                                                 | 1 – 0                                                                   | Lituania                                                                | Amichevole                                                              | -1                                                                      |                                                                         |
| 11-6-2022                                                               | Tórshavn                                                                | Fær Øer                                                                 | 2 – 1                                                                   | Lituania                                                                | UEFA Nations League 2022-2023 - 1º turno                                | -2                                                                      |                                                                         |
| 14-6-2022                                                               | Smirne                                                                  | Turchia                                                                 | 2 – 0                                                                   | Lituania                                                                | UEFA Nations League 2022-2023 - 1º turno                                | -2                                                                      |                                                                         |
| 22-9-2022                                                               | Vilnius                                                                 | Lituania                                                                | 1 – 1                                                                   | Fær Øer                                                                 | UEFA Nations League 2022-2023 - 1º turno                                | -1                                                                      |                                                                         |
| 25-9-2022                                                               | Lussemburgo                                                             | Lussemburgo                                                             | 1 – 0                                                                   | Lituania                                                                | UEFA Nations League 2022-2023 - 1º turno                                | -1                                                                      |                                                                         |
| 24-3-2023                                                               | Belgrado                                                                | Serbia                                                                  | 2 – 0                                                                   | Lituania                                                                | Qual. Euro 2024                                                         | -2                                                                      |                                                                         |
| Totale                                                                  |                                                                         | Presenze                                                                | 12                                                                      |                                                                         | Reti                                                                    | -21                                                                     |                                                                         |

## Palmarès

### Club

#### Competizioni internazionali
- Baltic League: 1

FBK Kaunas: 2008

#### Competizioni nazionali
- Supercoppa di Malta: 1

Valletta: 2016